# Еразм Печерский
Еразм Затворник (конец XI—XII века) — инок Киево-Печерского монастыря. Святой Русской церкви, почитается в лике преподобных, память совершается (по юлианскому календарю): 24 февраля (8 марта) в високосный год или 24 февраля (9 марта) в невисокосные годы и 28 сентября (11 октября) — Собор преподобных отцов Киево-Печерских в Ближних пещерах почивающих.
О Еразме сообщает Киево-Печерский патерик, написанный в 1222—1226 годах. Согласно ему, Еразм «был очень богат, и всё, что имел, на церковную утварь истратил и оковал много икон». Потратив своё богатство и став нищим, он стал всеми пренебрегаем, что вызвало у него отчаяние, и он решил, что не получит «награды за истраченное богатство, потому что в церковь, а не на милостыню роздал его». Начав вести беспутную жизнь, Еразм впал в тяжёлую болезнь и восемь дней пролежал немым и ослепшим. Затем, встав, он рассказал монахам, собравшимся вокруг него, что во время болезни ему было видение:

…сегодня явились мне святые, Антоний и Феодосий, и сказали мне: «Мы молились Богу, и даровал тебе Господь время покаяться». И вот увидал я святую Богородицу, держащую на руках сына своего, Христа, Бога нашего, и все святые были с ней. И сказала она мне: «Еразм! За то, что ты украсил Церковь Мою и иконами возвеличил её, и Я тебя прославлю в Царствии Сына Моего, убогие же всегда рядом с вами. Только, вставши от болезни, покайся и прими великий ангельский образ: в третий день Я возьму тебя, чистого, к себе, возлюбившего благолепие Дома Моего».

После этого Еразм исповедал перед братией монастыря свои грехи, принял схиму и на третий день скончался. Тело его погребли в Ближних пещерах Киево-Печерского монастыря. Составитель патерика, епископ Симеон, указывает, что историю Еразма он услышал «от святых и блаженных старцев, бывших тому свидетелями и очевидцами», то есть когда он был иноком Киево-Печерского монастыря.
Начало местного почитания преподобного Еразма неизвестно. Его имя включено в изданные в Киево-Печерском монастыре месяцесловы «Полуустава» (1643 год) и Минеи общей (1680 год). «Тератургим» соборного монаха Афанасия Кальнофойского (1638 год) называет Еразма чудотворцем. Около 1643 года при митрополите Петре (Могиле) был составлен канон преподобным отцам Печерским, в котором 2-й тропарь 7-й песни посвящён Еразму: «Ерасме мудре, иже богатство своё истощил еси в благолепие храма Божия, твоими молитвами храм мя покажи духовный». Общецерковное почитание началось после разрешения Святейшего синода во второй половине XVIII века включать в общецерковные месяцесловы имена ряда киевских святых.